# Puerta Beulé

La Puerta Beulé es una puerta fortificada, construida en la período romano, que conduce a los Propileos de la Acrópolis de Atenas. Fue construida casi en su totalidad con materiales reutilizados (en latín: spolia) tomados del Monumento corégico de Nicias, un monumento construido en el siglo IV a. C. a. C. y demolido entre los siglos II y IV de nuestra era. La inscripción dedicatoria del monumento de Nicias aún es visible en el entablamento de la Puerta Beulé.
La puerta se integró en la muralla post-heruliana, una fortificación tardorromana que reforzó la Acrópolis como fortaleza militar en los años posteriores al saqueo de la ciudad por los germanos hérulos en 267 d. C.. Su construcción marcó el inicio de una nueva fase en el uso de la Acrópolis, en la que pasó a ser vista más como una potencial posición defensiva que en los términos religiosos que habían marcado su uso en el período clásico. Durante la Edad Media, la puerta se fortificó y cerró aún más, antes de ser construida con un bastión en tiempos de la Grecia otomana.
El monumento fue descubierto por el arqueólogo francés Charles Ernest Beulé en 1852 y excavado entre 1852 y 1853. Su descubrimiento fue acogido con entusiasmo en Francia entre la comunidad académica y la prensa, aunque los arqueólogos y comentaristas griegos criticaron los medios agresivos —en particular el uso de explosivos de gran potencia— con los que Beulé había llevado a cabo la excavación. En tiempos modernos, la puerta ha servido principalmente como salida para los turistas de la Acrópolis.

## Descripción
La Puerta Beulé está situada al pie de una escalera monumental que conducía a los Propileos, aproximadamente 37 m al este. La escalinata se construyó a finales del siglo I d. C., posiblemente a instancias del emperador Claudio (41-54 d. C.). La puerta en sí consta de dos pilonos, torres similares, que sobresalen unos 5 m de la estructura. Estas torres están a su vez unidas por muros a las terrazas superiores, incluida la del Templo de Atenea Niké. La propia puerta se encuentra en un muro de mármol y está alineada con la ruta principal a través de los Propileos.

### Inscripción del entablamento

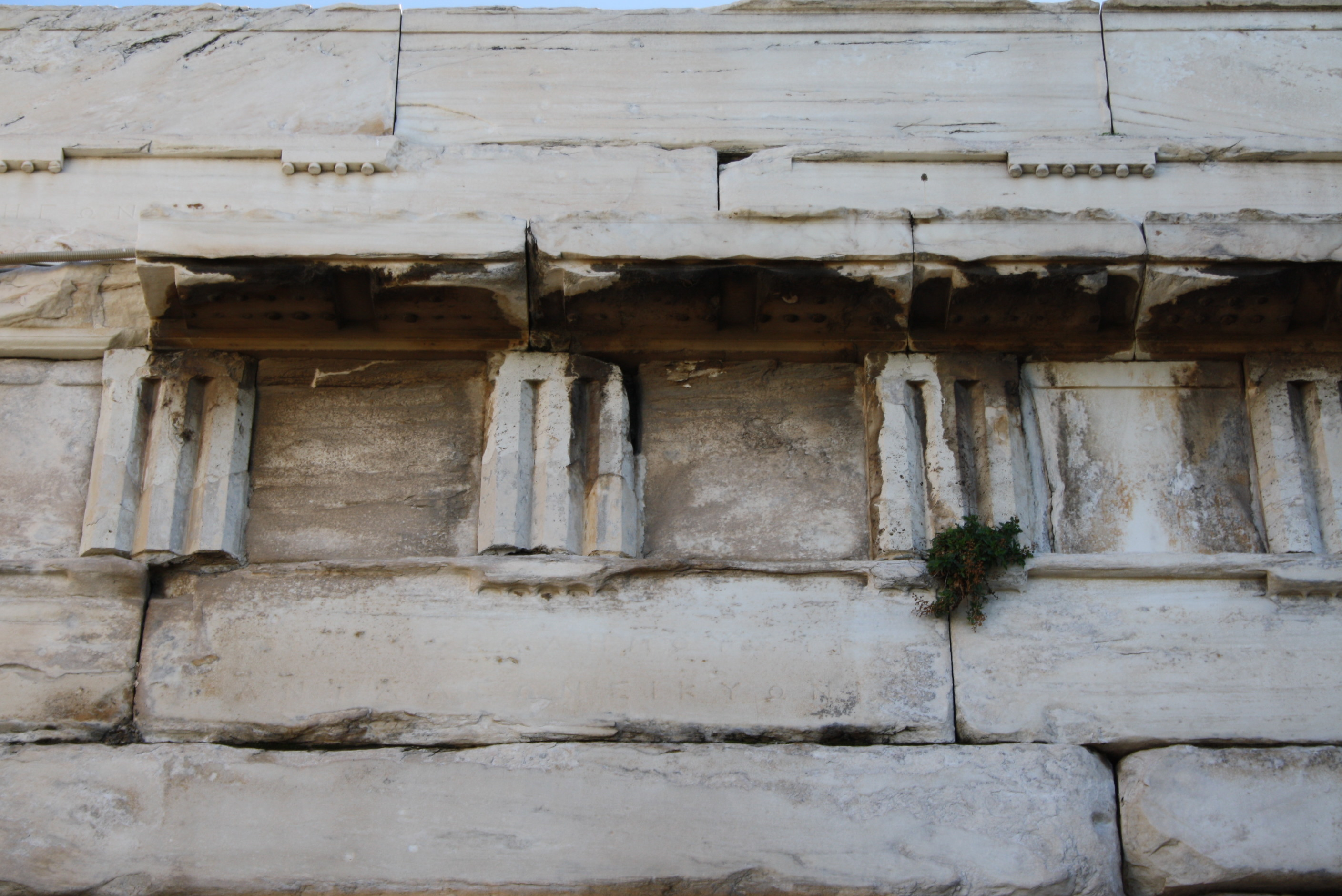
Detalle del muro sobre la puerta, que muestra bloques reutilizados del monumento corégico de Nicias y parte de la inscripción dedicatoria.

La inscripción visible en el entablamento  era originalmente la inscripción dedicatoria del Monumento corégico de Nicias, una estructura construida poco después del 320 a. C. para conmemorar al corego ateniense  Nicias y su victoria en las competiciones corégicas de ese año. Dice así:
«Nicias, hijo de Nicomedes, del demo de Jipete, lo preparó habiendo ganado como corego en el coro de niños para Cecrópide. Pantaleón de Sicilia tocó el aulós. La canción interpretada fue el Elpénor de Timoteo de Mileto. Neecmo era arconte epónimo».
El monumento de Nicias fue construido en forma de templo griego de orden dórico, consistente en un naos cuadrado  con un pronaos próstilo hexástilo,  (es decir, un pórtico frontal con seis columnas). La inscripción se habría colocado originalmente a través del arquitrabe del monumento de Nicias, y representa una de las últimas inscripciones de este tipo del período helenístico de Atenas. Bajo el mandato de Demetrio de Falero, que gobernó Atenas entre 317 y 307 a. C., las leyes suntuarias para controlar los gastos ostentosos de los aristócratas impidieron la construcción de más monumentos corégicos.

## Datación

Plano de la Acrópolis de Atenas: la Puerta Beulé es el número 19.

El descubridor de la puerta, Charles Ernest Beulé, creyó erróneamente que se trataba de la entrada original a la Acrópolis. Investigaciones posteriores, comenzando por la del arqueólogo Paul Graindor en 1914, establecieron que pertenecía al periodo del Imperio romano tardío ({c. 284-476d. C.}), pero la opinión de los eruditos sigue dividida en cuanto a la fecha exacta de su construcción.. Para las fechas del periodo romano tardío, véase . Las torres que flanquean la puerta son anteriores a la fase principal de su construcción; datan de mediados del siglo I d. C. y son contemporáneas de la escalinata situada más allá de la puerta.
La Puerta Beulé está construida casi en su totalidad con mármol procedente del monumento corégico de Nicias.  El monumento de Nicias fue demolido en una fecha incierta: el arqueólogo Wilhelm Dörpfeld sugirió 161d. C., basándose en su creencia de que unos cimientos descubiertos bajo el Odeón de Herodes Ático, construido en ese año, habían pertenecido originalmente al monumento. El historiador de la arquitectura William Bell Dinsmoor sugirió alternativamente que la demolición podría datar de finales del siglo III o principios del IV.
Una piedra reutilizada posteriormente en las fortificaciones otomanas de la Acrópolis conserva una inscripción que conmemora a Flavio Septimio Marcelino por haber construido «la puerta de la Acrópolis con sus propios recursos». La inscripción atribuye a Marcelino el rango de lamprotatos (en griego antiguo: λαμπρότατος), un título equivalente al clarissimus latino y utilizado habitualmente, después de principios del siglo II d. C., para referirse a los hombres de rango senatorial. También lo identifica como un antiguo agonoteta  (ἀγωνοθέτης), un funcionario que había presidido uno de los Juegos Panhelénicos (las competiciones atléticas sagradas abiertas a todos los Estados griegos). A pesar de que el significado literal de "panhelénico" era abierto a todos los griegos, estos concursos. o el festival religioso y dramático ateniense llamado las Dionisias. La inscripción se ha datado a mediados del siglo IV d. C., después del 325; en general, aunque no universalmente, se supone que está asociada con la construcción de la Puerta Beulé. Otras fechas propuestas para la puerta incluyen el reinado del emperador romano Valeriano (r. 253-260 d. C.) y el período alrededor del saqueo de Atenas por los hérulos en 267 o 268d. C.,ya fuera un poco antes del saqueo o unos diez años después.
La Puerta Beulé muestra similitudes arquitectónicas, como el uso de hiladas alternadas de mármol de diferentes colores, con la muralla post-heruliana, construida alrededor de la Acrópolis unas dos décadas después del saqueo de 267 o 268. Aunque no se sabe con certeza la fecha de construcción de la puerta, en general se considera que la demolición del monumento corégico de Nicias, la construcción de la muralla post-heruliana y la edificación de la puerta Beulé fueron aproximadamente contemporáneas. La mayoría de los eruditos modernos consideran que la puerta se construyó tras el saqueo.
 La arqueóloga Judith Binder ha sugerido que la puerta pudo haber sido construida por Dexipo, el general ateniense que defendió con éxito la Acrópolis contra los hérulos durante su invasión.

## Construcción
El arqueólogo y filólogo Walter Miller sugirió en 1893 que la puerta podría haber sido construida para reemplazar una puerta más antigua, ahora perdida, que, según su hipótesis, habría estado menos fuertemente fortificada. Se cree que el objetivo de la puerta era proteger el acceso a la fuente Clepsidra, un manantial de la Acrópolis que le proporcionaba un suministro seguro de agua en caso de asedio.|

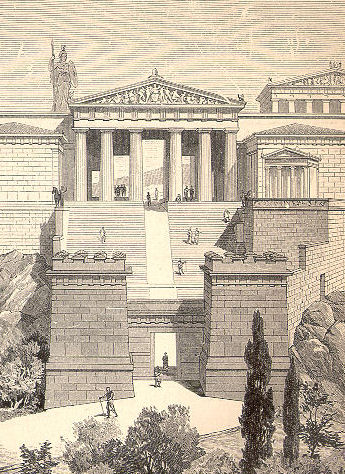
Reconstrucción de la Acrópolis en el, mostrando la Puerta Beulé (primer plano, centro) con los Propileos detrás.

Durante la demolición del monumento corégico de Nicias, las partes estructurales fueron numerados mientras aún estaban in situ, lo que permitió volver a montarlos correctamente dentro de la puerta. El friso dórico del Monumento corégico, construido con piedra caliza y mármol, se reconstruyó a lo largo de la parte superior de la Puerta Beulé, aunque el arquitrabe del Monumento corégico, que originalmente formaba una única viga horizontal, se dividió en dos partes, una por encima y otra por debajo del friso de la puerta. El arqueólogo Jeffrey M. Hurwit ha descrito la reutilización del monumento corégico como un «clasicismo contado dos veces», ya que el monumento original estaba inspirado en laos Propileos, por lo que su reutilización creaba una armonía arquitectónica entre la puerta Beulé y los Propileas a la que conducía.
Hurwit ha calificado la construcción de la puerta de «punto de inflexión»"en la historia de la Acrópolis, sugiriendo que representó un renovado énfasis en el papel de la Acrópolis como fortificación estratégica, más que como santuario religioso, convirtiendo el lugar en «una fortaleza con templos». Durante el siglo III o IV d. C., se construyó un tejado de madera a lo largo de la cara interior de la puerta; bajo el emperador Justiniano I (r. 527-565) se añadió un dintel a la puerta, reduciendo su altura. La puerta siguió siendo la entrada principal a la Acrópolis durante el periodo bizantino medio ({c. 843-1261): durante esta época, se añadió un tejado de madera a toda la estructura, y se construyó una bóveda de cañón, de norte a sur, contra el lado interior (este) de las torres y el muro de la puerta.  Tanoulas ha sugerido que esta obra pudo ser realizada por León, el metropolitano de Atenas entre 1060 y 1069.
En 1204, tras la Cuarta cruzada, el Imperio bizantino se repartió entre Venecia y los líderes de la cruzada. Atenas se convirtió en el centro del Ducado de Atenas, señorío inicialmente en manos del aristócrata borgoñón Otón de la Roche. Entre los siglos XIII y XV, los gobernantes francos de la ciudad refortificaron gradualmente la Acrópolis, cerrando tanto la Puerta Beulé como los Propileos, que se reforzó aún más con la Torre Franca en una fecha incierta.
La anterior función de la puerta como entrada a la Acrópolis fue asumida por la puerta situada al pie occidental del gran bastión clásico sobre el que se construyó el templo de Atenea Niké. El notario medieval Niccolò da Martoni, que visitó Atenas en 1395, escribió un relato que sugiere que la Puerta Beulé aún era visible, aunque ya no se utilizaba. En algún momento del periodo otomano (1458-1827), las torres de la puerta se elevaron y se construyó un bastión encima:, véase  Beulé fechó el bastión otomano a finales del siglo XV. este bastión era visible en los dibujos realizados por el anticuario británico William Gell en 1801-1806. Cuando  Charles Ernest Beulé excavó el bastión, encontró pruebas de que la puerta había sido dañada por bombas antes de la construcción del bastión. En el siglo XIX se perdió el conocimiento de la existencia de la puerta.

## Excavación

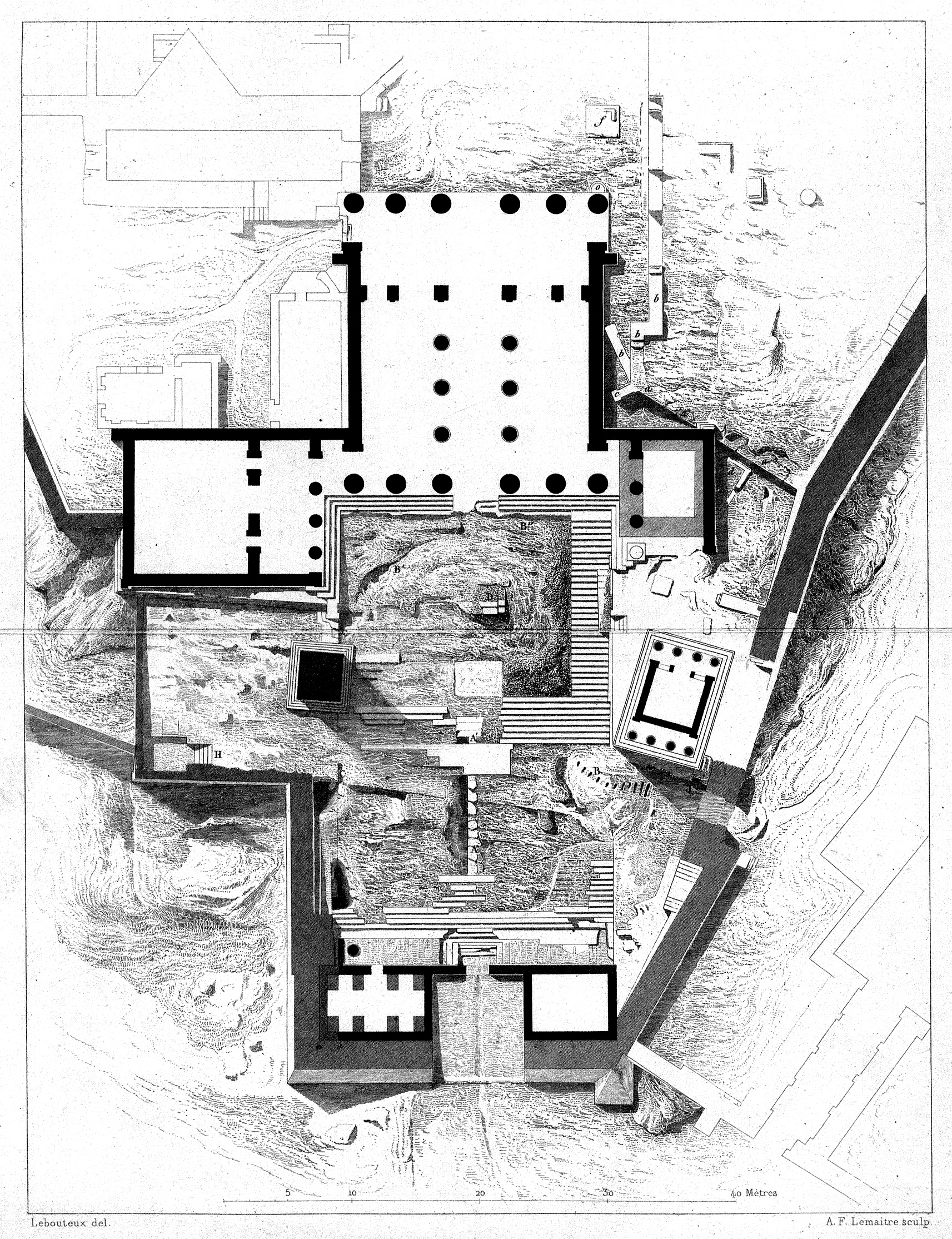
Plano de Beulé de la entrada a la Acrópolis de Atenas. La puerta Beulé se encuentra en la parte inferior (sur) de la imagen..

La puerta debe su nombre a Charles Ernest Beulé, miembro de la Escuela Francesa de Atenas, que la descubrió en 1852. La primera de las escuelas extranjeras de arqueología de Atenas, la Escuela Francesa, se había fundado en 1846 con el objetivo de realizar excavaciones y estudios clásicos, así como de aumentar el prestigio francés, en particular en francés: vis-à-vis con la arqueología británica de aruqieología. Beulé se había incorporado a la Escuela Francesa en 1849, y descubrió la puerta mientras excavaba el acceso a los Propileos bajo la dirección de Kyriakos Pittakis, el éforo general de antigüedades griego. El historiador Jean-Michel Leniaud ha calificado la excavación como «la primera de las grandes transformaciones arqueológicas» llevadas a cabo en la Acrópolis; Tanoulas la ha descrito como el proyecto arqueológico más importante de mediados del siglo XIX en el yacimiento.
La existencia de una ruta inferior a los Propileos se había hecho evidente durante las operaciones de limpieza y reparación de los monumentos de la Acrópolis tras el final de la Guerra de Independencia griega en 1829. En 1846, el arquitecto y arqueólogo Philippe Auguste Titeux empezó a desvelar la escalera que conducía a los Propileos pero los arqueólogos no consideraron en general que hubiera habido una segunda puerta debajo de ella. Titeux murió en 1846 con su trabajo en la escalera inacabado: en 1850, Pittakis completó el trabajo de despejarla y reconstruir parcialmente los escalones.
En 1852, Pittakis encargó a Beulé que colaborara en la eliminación de las estructuras medievales y modernas de las partes restantes de los Propileos. Beulé, en contra de la opinión académica predominante en su época, creía que Mnesicles, el arquitecto de los Propileos, había construido originalmente una segunda puerta, y consiguió la bendición de Pittakis, así como el apoyo de Alexandre de Forth-Rouen, el embajador francés en Grecia, para investigar su hipótesis. El 16 de mayo (4 de mayo de O.S.), los excavadores descubrieron escalones adicionales que conducían a la puerta, y para el 29 de mayo (17 de mayo O.S.) estaba claro que habían encontrado el borde de una muralla fortificada alrededor de la Acrópolis, y dentro de ella una puerta. El yacimiento fue visitado por Otón I de Grecia y la reina Amalia de Grecia, y el descubrimiento dio renombre académico a Beulé.
Beulé se marchó de Atenas a Francia a principios de junio y regresó en diciembre para dirigir de nuevo las excavaciones, centradas ahora en la puerta. El 5 de enero de 1853 (24 de diciembre de 1852 O:S.), los trabajos se interrumpieron temporalmente cuando el ministro griego de la guerra ordenó a los excavadores que se marcharan, preocupado por que la excavación destruyera el valor defensivo de la Acrópolis en caso de una futura invasión; Beulé, con el apoyo de la embajada francesa, pudo persuadir a las autoridades griegas de que la Acrópolis tenía poco valor militar de todos modos, y «no resistiría veinticuatro horas un asalto».
Cuando los trabajos pudieron reanudarse en 1853, los excavadores se toparon con un bloque de mortero particularmente tenaz a través del cual sus herramientas no podían penetrar. Beulé consiguió un lote de explosivos de los marineros de la Station du Levant, flota de la Marina Nacional francesa encargada de patrullar el mar Egeo, y utilizó 68 kg de pólvora para atravesar el bloque. Los arqueólogos contemporáneos criticaron sus acciones, al igual que los periódicos griegos, uno de los cuales había acusado previamente a Beulé de querer volar todo lo que había en la Acrópolis. Pittakis, que había estado observando la operación, estuvo a punto de ser alcanzado por un fragmento de los escombros que le atravesó el sombrero: después circularon informes de que había muerto.

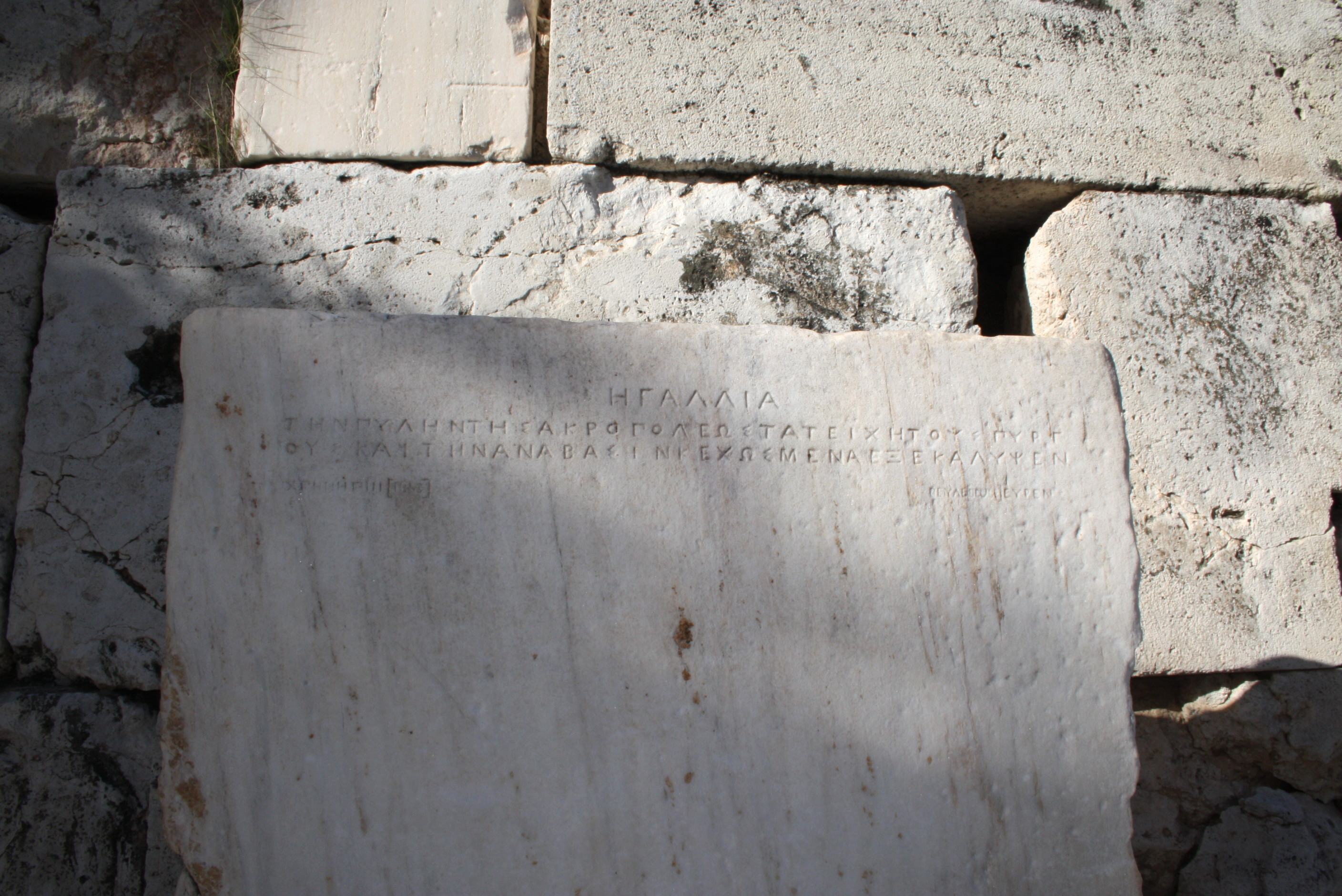
La inscripción conmemorativa erigida por Beulé en 1853.

El 12 de abril (31 de marzo O.S.) de 1853, las dos torres estaban completamente descubiertas, y el 13 de abril (1 de abril O.S.), la puerta. Beulé colocó una lápida conmemorativa en la puerta, con una inscripción en griego antiguo: «Η ΓΑΛΛΙΑ ΤΗΝ ΠΥΛΗN ΤΗΣ ΑΚΡΟΠΟΛΕΩΣ, ΤΑ ΤΕΙΧΗ ΤΟΥ ΠΥΡΓΟΥ, ΚΑΙ ΤΗΝ ΑΝΑΒΑΣΙΝ ΕΧΩΣΜΕΝΑ ΕΞΕΚΑΛΥΨΕΝ. ΒΕΥΛΗ ΕΥΡΕΝ.»
 Francia desenterró la hasta entonces sepultada puerta de la Acrópolis, los muros de la torre y la calzada ascendente. Beulé la encontró.
Beulé también informó de que había inscrito una traducción francesa de la misma inscripción debajo del texto griego. El descubrimiento de la puerta suscitó la celebración de los eruditos en Francia, y la prensa francesa se hizo eco de él con entusiasmo. El escritor y filoheleno Jean Baelan ha escrito que el trabajo de Beulé le convirtió en «el abanderado del honor nacional en el campo de la arqueología». En reconocimiento al descubrimiento de Beulé, la Academia Francesa hizo de la Acrópolis de Atenas el tema de su Gran Premio de Poesía en 1853, que ganó Louise Colet. El historiador británico Thomas Henry Dyer elogió el descubrimiento de Beulé, pero cuestionó acertadamente su afirmación de que la puerta había sido construida bajo Mnesicles, y criticó la inscripción conmemorativa de Beulé, calificándola de «un tanto vanidosa». Ludwig Ross, que había precedido a Pittakis como éforo general, criticó igualmente la inscripción como «un ejemplo de mezquina vanidad nacional y personal» y predijo que era probable que fuera robada o retirada por los griegos.
Tras su excavación, la Puerta Beulé retomó su función original de puerta monumental de la Acrópolis. En la década de 1960, la entrada principal se trasladó al lado sureste, dejando la Puerta Beulé principalmente como salida.

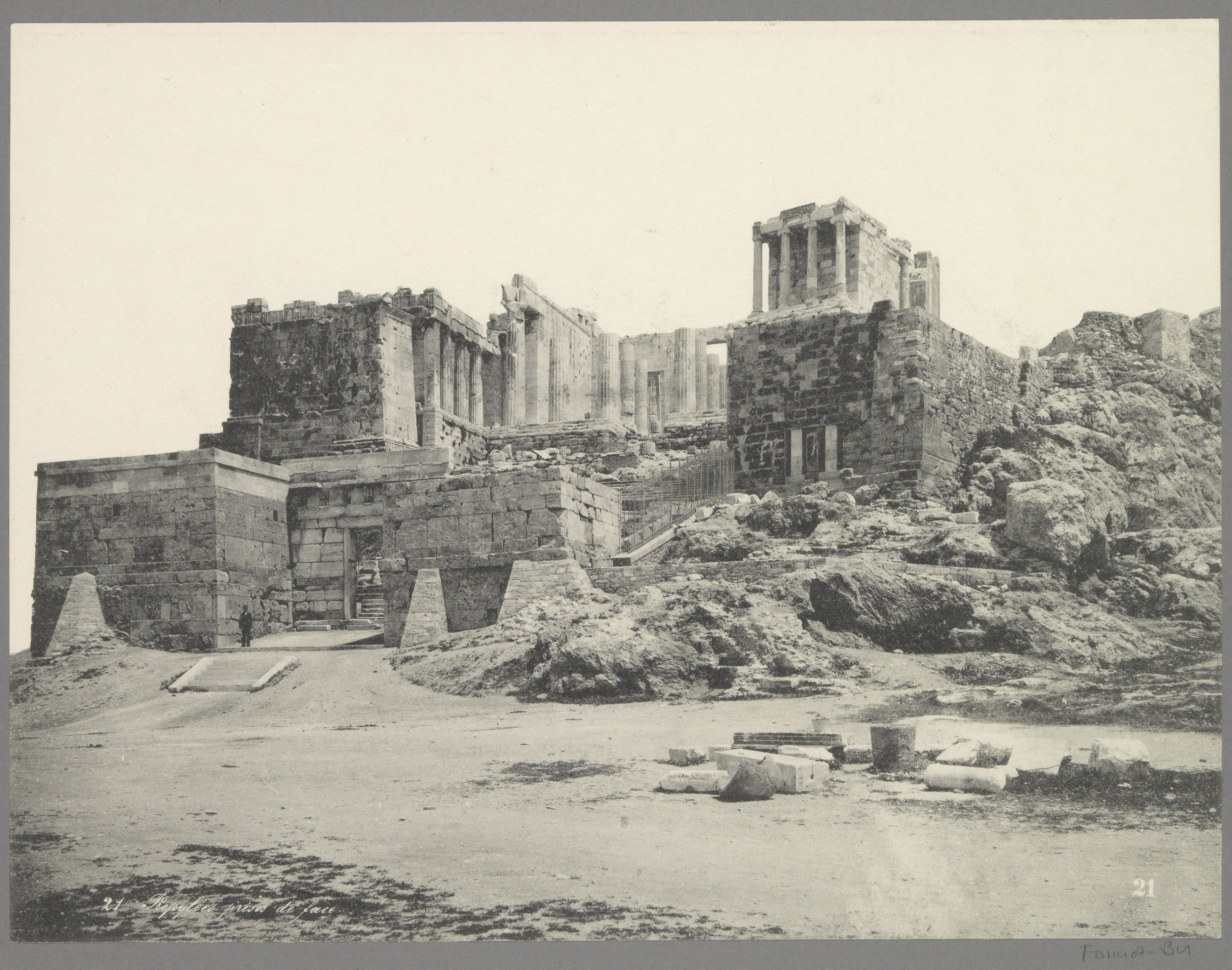
Fotografiada entre 1875 y 1893.
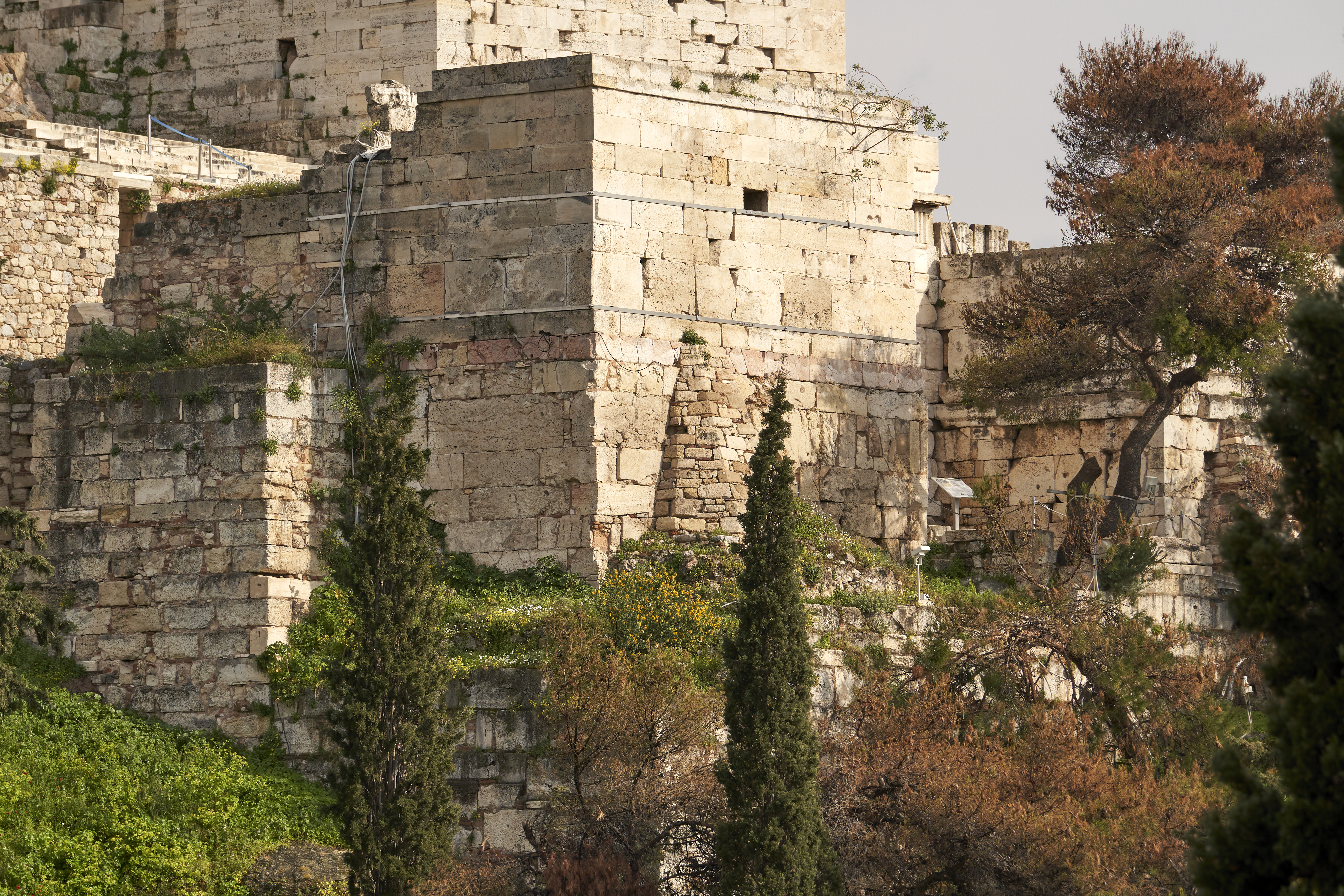
Vista de la puerta desde el noroeste.
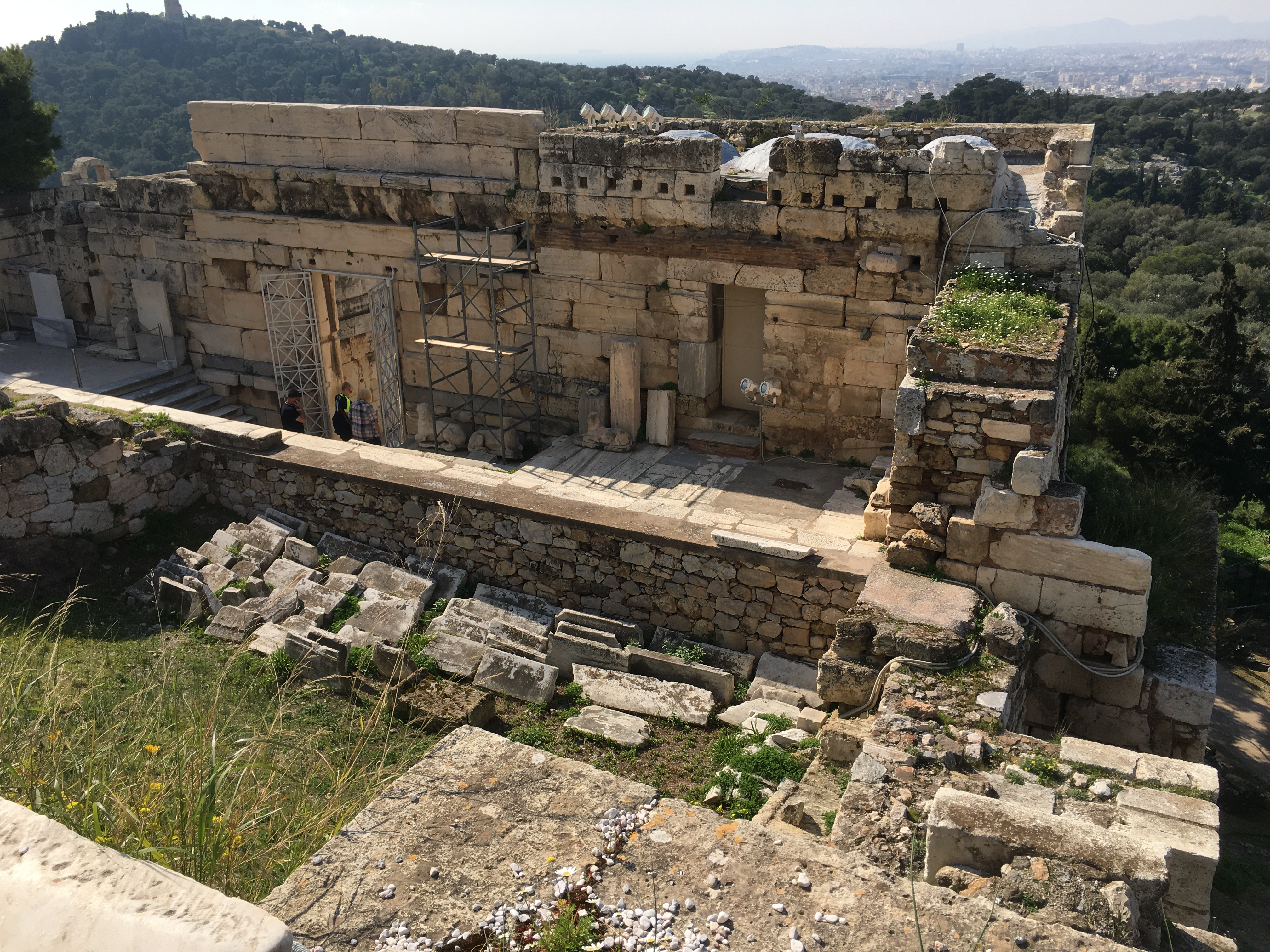
Parte trasera de la puerta, vista desde el noreste
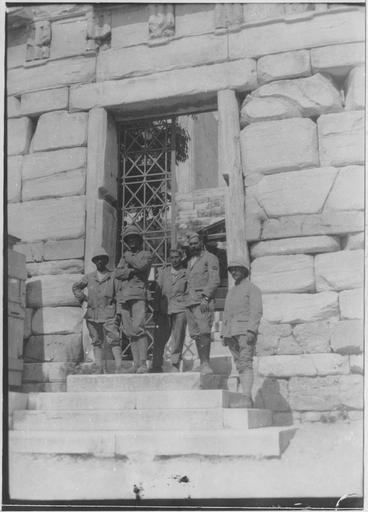
Tropas francesas durante la ocupación de Atenas en 1917.
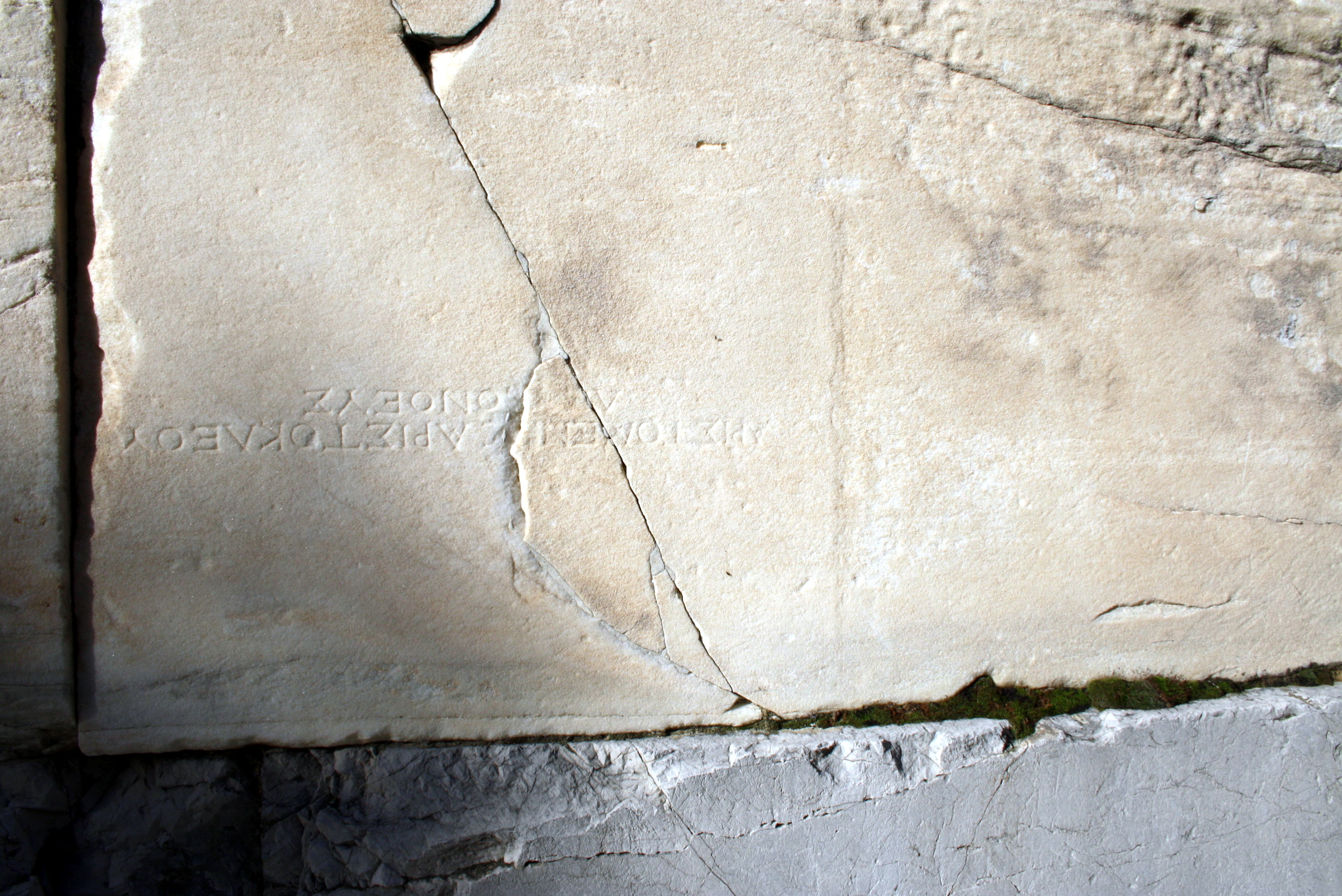
Una piedra de la puerta, reutilizada de un monumento más antiguo: se ve una inscripción, actualmente al revés